# Otoki SSS
```
17°29′00″N
 
62°59′00″W

 / 

17.483333°N 62.983333°W

 / 
17.483333; -62.983333
```

Otoki SSS (nizozemsko SSS-eilanden), lokalno znani tudi kot Privetrni otoki (Bovenwindse Eilanden ali Bovenwinden), je skupni izraz za tri ozemlja Nizozemskih Karibov (nekdanjih Nizozemskih Antilov ), ki se nahajajo znotraj Zavetrnih otokov v skupini Malih Antilov.   Glede na velikost prebivalstva so to: Sveti Martin, Sveti Evstahij in Saba. V nekaterih kontekstih se izraz uporablja tudi za označevanje celotnega otoka Sveti Martin (ki vključuje tudi Skupnost Svetega Martina), poleg Svetega Evstahija in Sabe.
Otoki SSS so bila otoška ozemlja Nizozemskih Antilov do njihovega razpada leta 2010. Od takrat je Sveti Martin konstitutivna država Kraljevine Nizozemske, medtem ko sta Sveti Evstahij in Saba posebni občini Nizozemske. "SSS" je akronim imen otokov in je analogen otokom ABC, CAS in BES, ki so drugi pogosto uporabljeni pododdelki nizozemskih Karibov.

## Zgodovina
Otok Sveti Martin sta si leta 1648 razdelila Francija in Nizozemska. Nizozemski del, skupaj s Svetim Evstahijem in Sabo, je leta 1815 postal ena sama nizozemska kolonija kot Sveti Evstahij in podrejena ozemlja (Sint Eustatius en Onderhorigheden ). Leta 1828 je bila ta kolonija združena s kolonijama Curaçao in podrejena ozemlja (otoki ABC) in Surinamom, s Paramaribom kot glavnim mestom. Ko je bila ta združitev delno razveljavljena leta 1845, je nizozemski del otokov SSS postal del Curaçaa in podrejenih ozemelj, z Willemstadom kot glavnim mestom.  Ta kolonija se je leta 1954 preimenovala v Nizozemski Antili.
Kot del Nizozemskih Antilov so otoki SSS sprva tvorili enotno otoško ozemlje (eilandgebied) kot Privetrni otoki.  Leta 1983 je bilo razdeljeno na tri ločena otoška ozemlja, vsako s svojim ločenim otoškim svetom. Po razpadu Nizozemskih Antilov 10. oktobra 2010 sta Sveti Evstahij in Saba postala posebni nizozemski občini, medtem ko je Sveti Martin postal neodvisna država v Kraljevini Nizozemski. 

## Sestava

### Politično-upravni vidik
| Zastava        | Ozemlje        | Status suverenosti                         | glavno mesto | Območje | Prebivalstvo (januar 2019) | Gostota prebivalstva |
| -------------- | -------------- | ------------------------------------------ | ------------ | ------- | -------------------------- | -------------------- |
| Sint Maarten   | Sveti Martin   | Konstitutivna država Kraljevina Nizozemska | Philipsburg  | 34 km2  | 41.486                     | 1221/km2             |
| Sint Eustatius | Sveti Evstahij | Posebna občina naNizozemska                | Oranjestad   | 21 km2  | 3,138                      | 150/km2              |
| Saba           | Saba           | Posebna občina naNizozemska                | The Bottom   | 13 km2  | 1.915                      | 148/km2              |
| Skupaj         | Skupaj         | Skupaj                                     | Skupaj       | 68 km2  | 46.539                     | 684/km2              |

### Geografski vidik
| Zemljevid | Otok           | Država                                       | Največje mesto | Območje | Prebivalstvo (januar 2019) | Gostota prebivalstva |
| --------- | -------------- | -------------------------------------------- | -------------- | ------- | -------------------------- | -------------------- |
|           | Sveti Martin   | Francija (sever), · Sint Maarten (južni del) | Philipsburg    | 87 km2  | 73.666                     | 847/km2              |
|           | Sveti Evstahij | Nizozemska                                   | Oranjestad     | 21 km2  | 3,138                      | 150/km2              |
|           | Saba           | Nizozemska                                   | The Botton     | 13 km2  | 1.915                      | 148/km2              |
| Skupaj    | Skupaj         | Skupaj                                       | Skupaj         | 121 km2 | 78.719                     | 651/km2              |